# Ялуторовск (станция)
Ялуторовск — железнодорожная станция в городе Ялуторовске Тюменской области. Относится к Тюменскому региону Свердловской железной дороги. Располагается на Транссибирской магистрали. 

## Движение
Через станцию осуществляется движение поездов дальнего следования по Транссибирской магистрали. Большинство из них делают остановку в Ялуторовске.
Осуществляется пригородное движение электричек по маршрутам: Утяшево — Вагай, Тюмень — Заводоуковская и Ишим — Тюмень.

## Инфраструктура
Осуществляется продажа билетов на пассажирские поезда с приёмом и выдачей багажа. Ведётся приёмка и выгрузка грузов на подъездных путях и местах необщего пользования и на открытых площадках мест общего пользования в т. ч. мелких отправок. Также приёмка и выдача грузов из вагона для хранения на крытых складах станции. 
Имеется здание железнодорожного вокзала. На платформы и через пути станции ведёт наземный переход.
Сохранилось здание водонапорной башни.